# کامفرید
کامفرید (به انگلیسی: Kaempferide) با فرمول شیمیایی C۱۶H۱۲O۶ یک ترکیب شیمیایی با شناسه پاب‌کم ۵۲۸۱۶۶۶ است. که جرم مولی آن ۳۰۰٫۲۶ g/mol می‌باشد. 